# Thaumasia (Gradfeld)
Das Thaumasia-Gradfeld gehört zu den 30 Gradfeldern des Mars. Sie wurden durch die United States Geological Survey (USGS) festgelegt. Die Nummer ist MC-25, das Gradfeld umfasst das Gebiet von 60° bis 120° westlicher Länge und von −65° bis −30° südlicher Breite.
Der Name stammt von der Bezeichnung für Thaumas, den Gott der Wolken.